# Willem Troost (Maler, 1684)
Willem Troost, auch Wilhelmus Troost (getauft 24. Februar 1684 in Amsterdam; begraben 27. Dezember 1752 ebenda), war ein niederländischer Landschafts- und Porträtmaler.

## Leben

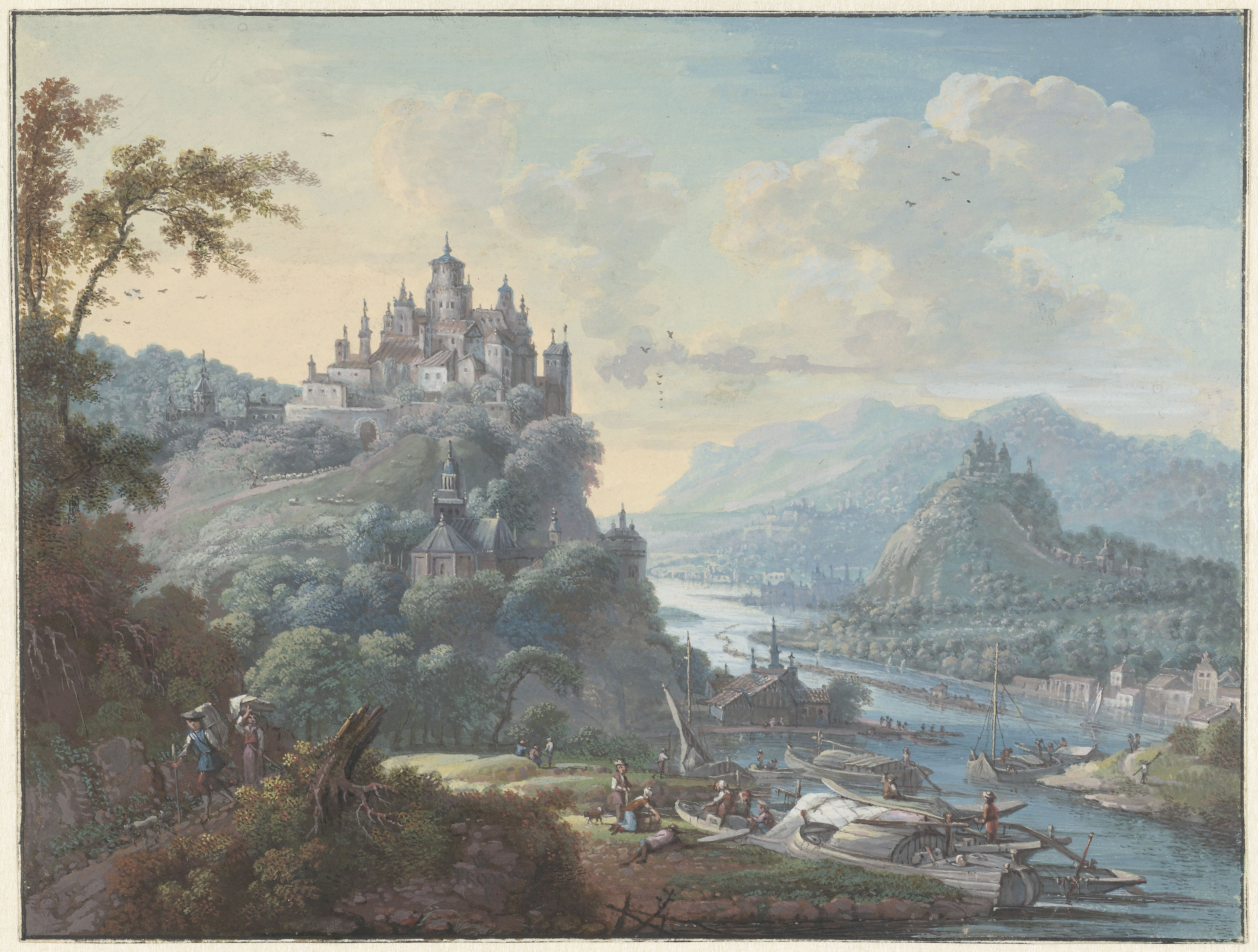
Flusslandschaft

Willem Troost wurde als Sohn von Cornelis Troost (1647–1695) und der Sarah van Eersel in Amsterdam geboren und dort am 24. Februar 1684 getauft. Der jüngere Maler Cornelis Troost (1697–1750) war sein Onkel.
Bei dem deutsch-niederländischen Maler Johannes Glauber (1646–≈1726) erhielt Troost in den Jahren 1704 bis 1709 eine künstlerische Ausbildung. Geprägt wurde er auch von dem gleichaltrigen niederländischen Maler Herman van der Mijn, mit dem er 1712 am Hofe des Kurfürsten Johann Wilhelm von der Pfalz in Düsseldorf greifbar ist. 1714 heiratete er dort die Blumen- und Früchtemalerin Jacoba Maria van Nickelen, eine Tochter des Hofmalers Jan van Nickelen. Mit dem Tod des Kurfürsten (1716) endete das Engagement am Düsseldorfer Hof. Danach war das Paar zunächst in verschiedenen anderen Städten bzw. an verschiedenen anderen Höfen Deutschlands tätig (1716–1728 in Köln, 1728–1731 in Duisburg, 1731–≈1733 in Essen, anschließend in Kleve), ehe es sich mit den in Deutschland geborenen Kindern 1735 in Haarlem und 1742 in Amsterdam niederließ, wo Troost im Alter von 68 Jahren starb und am 27. Dezember 1752 bestattet wurde. Zu den Kindern des Paars zählt der Maler, Zeichner und Tapetenfabrikant Jan Hendrik Troost van Groenendoelen (≈1722–1794).
Troost malte Landschaften und Marinen, Architektur- und Genrestücke, darunter auch Fantasie-Flusslandschaften, die Motive der späteren Rheinromantik vorwegnehmen. Am Essener Hof malte er mehrere Bildnisse der Fürstäbtissin Franziska Christine von Pfalz-Sulzbach.